# Francisco (métro de Chicago)
Pour les articles homonymes, voir Francisco.
Francisco est une station de la ligne brune du métro de Chicago située dans le quartier d'Albany Park au nord ouest de la ville sur la Ravenswood Branch. 
Elle est située au niveau du sol à distance à 540 mètres de Kedzie à l’ouest et à 600 mètres de Rockwell à l’est au niveau de la rivière Chicago.

## Description
Elle fut construite entre 1906 et 1907 et inaugurée le 14 décembre 1907  sur la Ravenswood Line par la Northwestern Elevated. De 1907 à 2006, Francisco changea très peu avant de fermer ses portes le 15 septembre dans le cadre du Brown Line Capacity Expansion Project : Vu la forte fréquentation de la ligne brune, il fut décidé d’augmenter la capacité des stations de la ligne en allongeant le quai et en repensant l’accès aux stations aussi bien pour les passagers que pour les rames. 
À Francisco, la station originale a été préservée et restaurée tant à l'intérieur qu'à l'extérieur mais un espace plus spacieux de billetterie fut construit.  La nouvelle plate-forme permettant d’accueillir des rames de 8 wagons fut dotée d'une nouvelle terrasse en bois avec un nouvel éclairage moderne, une signalétique uniforme à la ligne brune et un accès aux personnes à mobilité réduite sur Francisco Street ainsi que sur l’entrée auxiliaire de Sacramento Street.
Francisco fut rouverte en janvier 2007 et réinaugurée officiellement le 15 mars 2009. 357 585 passagers y ont transité en 2008.  

## Dessertes
| Nord/Ouest            |  |             |  | Sud/Est                              |
| --------------------- |  | ----------- |  | ------------------------------------ |
| Kedzie vers Kimball   |  | ligne brune |  | Rockwell vers Kimball via Clark/Lake |
| modifier sur Wikidata |  |             |  |                                      |